# Antigua Ciudad de Saná
La Ciudad Antigua de Saná (o Saná, Sana, Sanaá) corresponde a la parte amurallada de la ciudad de Saná, capital de Yemen, que se encuentra en un valle montañoso a 2,200 metros de altitud. Magníficamente con sus edificaciones adornadas con adobe blanco.
En 1986 fue incluida en la Lista del Patrimonio Mundial de la Unesco. 
Saná ha sido habitada desde hace más de 2500 años. En los siglos VII y VIII, la ciudad se convirtió en un centro para la propagación del Islam. Este patrimonio histórico, religioso y político puede ser visto en las 103 mezquitas, 14 hammams y en las cerca de 6.000 viviendas, todas ellas construidas antes del siglo XI. Las casas-torres de varios pisos en Saná fueron construidas en taipa.

## Daños
Reportes de la UNESCO mencionaron que los edificios históricos importantes en la antigua ciudad clasificada como Patrimonio Mundial habían sido severamente dañados durante las operaciones militares contra los hotíes el 11 de mayo y 11 de junio de 2015. La organización dijo en un comunicado, "en estos últimos días recibimos información que indica un daño significativo a los sitios de culturales en Yemen". De acuerdo a la información recopilada por la UNESCO se causaron importantes daños en varios edificios históricos.
En la organización, el hecho fue condenado por la focalización hacia la antigua ciudad de Saná, y la directora general de la UNESCO, Irina Bokova pidió a través de un comunicado "respetar y proteger el patrimonio cultural en Yemen", también expresando su "profundo dolor por la pérdida de vidas y la destrucción infligida a las más antiguas joyas de la Civilización Islámica".
El 2 de julio de 2015 fue incluida en la lista del patrimonio mundial de la humanindad en Peligro de la UNESCO

## Sitio

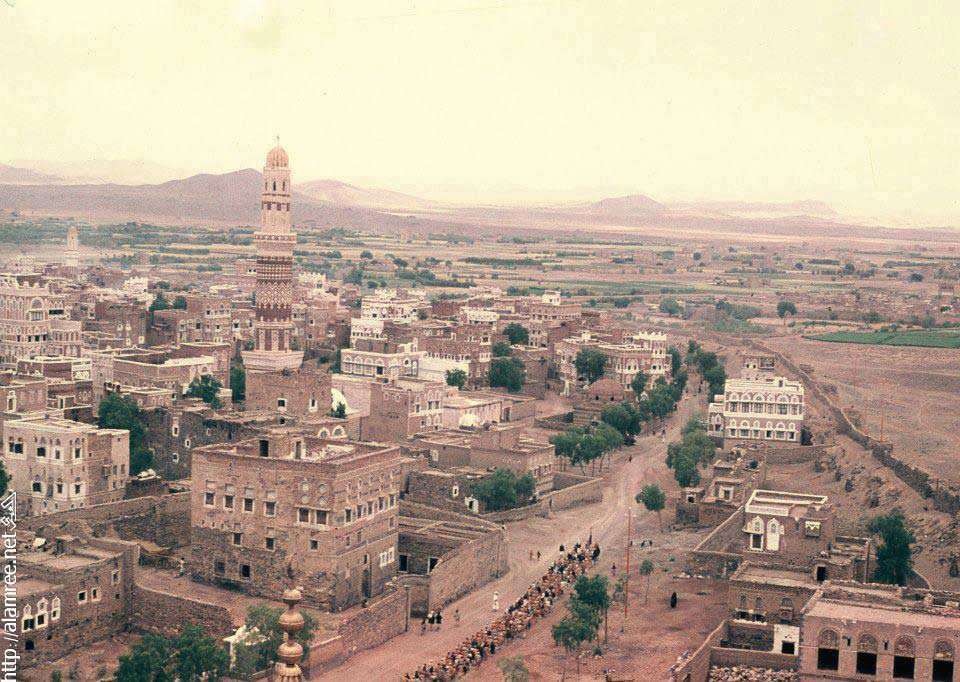
antigua ciudad de sana'a en 1962

La antigua ciudad de Saná se encuentra en Yemen, en la parte inferior de la capital yemení, y se extiende hasta una pequeña meseta a los pies del Monte Maldición (una montaña situada en Saná, con una altura de 2800 metros.) y se eleva ligeramente desde el nivel de la superficie hacia la montaña, en latitud (1-15 n) longitud (12-44 Oriente), altura (2292-2248) sobre el nivel del mar, el mínimo en la puerta de la Raza, el mayor al este del castillo (el Palacio de la Paz).